# Hôtel de la Crespellière
L'hôtel de la Crespellière est un édifice situé à Bayeux, dans le département du Calvados, en France. Il est inscrit au titre des monuments historiques.

## Localisation
Le monument est situé au no 7 de la rue franche, dans le secteur sauvegardé de la ville de Bayeux.

## Historique
L'hôtel est édifié au XVIIIe siècle,, plus précisément dans la première moitié du siècle. 
La façade nord-ouest sur cour avec ses deux retours et les toitures sont classés au titre des monuments historiques depuis le 21 décembre 1984.

## Architecture
L'immeuble est bâti en calcaire et selon le style Régence.
Le logis possède un fronton triangulaire, deux ailes en retour et des « proportions harmonieuses ».